# Historia del Club Deportivo Guadalajara
La historia del Club Deportivo Guadalajara se inicia como tal el 8 de mayo de 1906, con la creación del Unión Football Club, equipo que pasó a denominarse Guadalajara Football Club el 26 de febrero de 1908, y que en 1923 quedaría conformado como una organización polideportiva bajo el nombre de Club Deportivo Guadalajara.

## Orígenes

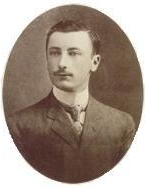
Edgar Everaert, Fundador del Club Deportivo Guadalajara.

Fue el 15 de septiembre de 1904, cuando a la Casa Gas, L. Gas y Cía (Almacenes la Ciudad de México), con un sueldo de cinco pesos mensuales, habitación y alimentación; llegó un joven de nacionalidad belga, llamado Edgar Everaert, quien de forma inmediata hizo amistad con el francés, Calixto Gas. Ambos ya habían practicado el fútbol antes y tenían la inquietud de formar un equipo en Guadalajara.
A principios del siglo XX, México vivía en una sociedad sumergida en el Porfiriato, fue entonces que Edgar y Calixto comenzaron a discutir sus anécdotas sobre el deporte que jugaron en Europa, juntaron a varios empleados de los almacenes «La Ciudad de México» y de «Las Fábricas de Francia», para formar el equipo que estuvo encabezado por los hermanos Rafael y Gregorio Orozco. Para 1906 eran comunes las pláticas entre empleados sobre las hazañas futboleras de la capital del país, fue entonces que la iniciativa de Everaert fue totalmente aceptada. En la Colonia Moderna de Guadalajara, los jóvenes entusiastas hicieron sus primeras prácticas, al mando de Everaert y Gas, estos intentaban enseñarles las reglas básicas del juego y cuando se consideró que los muchachos ya habían asimilado sus enseñanzas, se propuso la fundación de un nuevo club con el nombre de «Unión» –significado de la amistad entre mexicanos, belgas y franceses–. Es así, que el 8 de mayo de 1906 se dio oficialmente el inicio al equipo al que llamaron «Unión Football Club», el nombre salió de labios de don Sabino Orozco, tío de Rafael y Gregorio, quien también dio nombre a la Avenida Unión y Lafayette.
En ese entonces el equipo «Club Unión» estaba conformado por Calixto Gas, Max Woog, Bowmark, Ernesto Caire, Esteban y Francisco Palomera, Alfonso Cervantes, Ramón Gómez, Augusto y Calixto Teissier, Julio Bidart, J. Bonmarck, Luis Pellat, Pedro, Pablo y Juan O'Kellard, todos ellos dirigidos por Don Rafael Orozco. El primer partido que jugó este equipo fue contra el Atlético Occidental, con resultado favorable para el Unión, que vestía un uniforme completamente blanco en ese entonces. Cuando el equipo Unión llevaba dos años de existencia, a Gregorio Orozco le empezó la inquietud de cómo lograr que el equipo tomara importancia y trascendencia, fue entonces que en 1908 junto con el señor Everaert llegaron a la conclusión que había que cambiar el nombre al equipo a Guadalajara, pues entre pláticas de ambos el belga comentó que en Europa la gente sigue a los clubes que llevan el nombre de su ciudad, fue entonces que Gregorio supo que el equipo despertaría más pasión entre sus seguidores si llevaba el nombre de la ciudad. Tiempo después se organizó una reunión en casa de la abuela de los hermanos Orozco, la señora Nicolasa Sainz, a esta reunión solamente fueron invitados los mexicanos del Unión y se llevó a cabo en la sala de la casona ubicada sobre Pedro Moreno, en febrero de 1908. Gregorio propuso que el equipo se llamara Guadalajara y que su hermano Rafael fuera nombrado presidente, entre los asistentes se encontraban Everardo Espinosa, José Fernando Espinosa, Guillermo Enríquez, Juan José Flores y Ángel Bolumar. Se aceptó el nombre y a Rafael como presidente.

## Época Amateur
Se le conoce como Época Amateur al período que abarca entre 1906 y 1943, desde la fundación del Club Deportivo Guadalajara hasta la profesionalización del fútbol mexicano y la formación de la Liga mayor. El Guadalajara empezó su participación en torneos organizados con el inicio de la llamada Liga de Occidente, que se fundó en el año de 1908, siendo uno de sus pioneros organizadores junto al Atlético Occidental y el Liceo de Varones. En estos primeros años también participó en otros torneos como la Copa Reforma ganada en 1911. A nivel amateur el Guadalajara conquistó 13 campeonatos, aunque algunas fuentes indican que fueron 12 los títulos logrados en esta instancia, siendo la temporada 1923-24 la que se encuentra en duda. El primero de los títulos es conquistado en la misma primera Liga de Occidente en la campaña 1908-09, el equipo que lo logró estaba formado por Edgar Everaert, Alfonso Cervantes, Joaquín Nieto, Miguel Murillo, Gregorio Orozco, Eugenio Charpenel, Calixto Gas, Agustín Arce, Carlos Luna, Adolfo Orozco, Zenén Orozco, Max Woog y Rafael H. Orozco, dejando en la orilla al Atlético Occidental. Una temporada después (1909-10) el Guadalajara lograría el bicampeonato con el mismo equipo, esta vez dejando como subcampeón al Liceo para varones, ratificándose así como el mejor equipo en los inicios del fútbol en Jalisco.

## Inicios en el Profesionalismo (1943-1950)
“Este club vencerá o morirá, hasta el final, a base del talento y el esfuerzo de once jugadores mexicanos”
Ignacio López Hernández, Presidente del Guadalajara, 1942.Guadalajara

En 1943 la Liga Mayor fue fundada con diez equipos de distintas ligas regionales del país. Los fundadores fueron Guadalajara y Atlas de la Liga de Occidente; América, Asturias, España, Marte y Moctezuma de la Liga Mayor; y ADO y Veracruz de la Liga Veracruzana. Tiempo después otras ligas como la Liga del Bajío y la Liga de Norte dieron equipos para nutrir a la Liga Mayor. El primer torneo en el profesionalismo fue la Copa México, el primer entrenador del Guadalajara fue Fausto Prieto, en pocos partidos, mientras se integraba el chileno Nemesio Tamayo. El domingo 6 de junio de 1943, fue la fecha que marcó el inicio profesional para el Guadalajara, el primer encuentro fue contra Atlas de Guadalajara, en esa ocasión los «rojiblancos» fueron vencidos por los «rojinegros» por tres goles a uno en la cancha del Atlas Paradero con gol de Manuel López al minuto 30'.
El debut del equipo en la liga profesional fue el 21 de octubre de 1943, en el Parque Asturias de la Ciudad de México enfrentando al Atlante, al cual derrotaría por marcador de 4-1. La alineación inicial para esa temporada era: Pérez, Gutiérrez, Hidalgo, Lozano, Orozco, Zarco, García, Prieto, González, Reyes, José Antonio Torres y López. El primer gol en la historia profesional del Club Guadalajara fue anotado por el legendario Pablo González, quien anotaría dos ese día, se le unieron Luis Reyes con uno y Max Prieto con el restante. El debut se dio ante un lleno imponente, con un público que hasta derribó el alambrado, el Guadalajara se puso en ventaja 3-0 en el primer tiempo, con dos goles del González a los 11 minutos por error de Antonio Ramos y a los 21 minutos a pase de Teófilo García, finalmente a los 35 minutos Luis Reyes anotó el 3-0 a pase de Max Prieto. En el segundo tiempo el catalán Martí Ventolrà acortó la distancia a los 6 minutos, pero a los 33' Max Prieto anotó el cuarto gol rayado. Durante estos primeros años de profesionalismo, Guadalajara no logró nada trascendente a nivel deportivo. En la primera década de existencia de la liga el equipo no logró sobrepasar la mitad de la tabla con excepción de la temporada 1948-49 cuando queda en segundo lugar (tercero por diferencia de goles) al igual que el Atlas con 38 puntos solo por debajo del León.
Debido a los malos resultados obtenidos en estas primeras campañas, un argentino residente de Guadalajara de nombre Baldomero propuso a la directiva de la institución que le escribieran a un entrenador húngaro que vivía en Buenos Aires, su nombre era Jorge Orth, y llegaría en la temporada 1946-47 para formar toda una escuela en el equipo que resultó ser la piedra angular del inicio de la grandeza del Guadalajara. Orth empezó por eliminar del plantel, a jugadores como el José Gutiérrez, Teófilo García y a Pablo González, quienes eran muy queridos por la afición por lo que tuvo bastantes problemas tanto con los fanáticos como con los directivos, pero Orth no cedió y por a medidas disciplinarias separa a los jugadores del resto del equipo. En las propias palabras del entrenador húngaro se nota la confianza que él mismo tenía en el futuro que le esperaba al Guadalajara dentro de la Liga.

“Lucharemos por conquistar nuestro primer campeonato, y si no llegara a ser así, será porque Dios no quiere; pero cuando yo muera y ustedes sean campeones, ¡porque habrán de serlo!, quiero que al partido siguiente, salgan con un listoncito negro”
Jorge Orth, 1946.Guadalajara.

Fue entonces que el Guadalajara quedó compuesto básicamente por jugadores como Rafael Orozco, Vicente González, Max Prieto, Alfredo Bocanegra, "El Polis" Romero, Tomás Balcázar, Humberto Zamudio, Javier de la Torre, Rodrigo Ruiz Zárate, entre otros, y con estos elementos logró su mejor posición en la primera década, el segundo lugar de la temporada 1948-49. Debido a los problemas económicos que se vivían en el país en aquellos años, Guadalajara paso por una ligera crisis económica por lo que no pudo seguir pagando los servicios de Orth y es entonces que el húngaro se marcha para dirigir al Asturias F.C., en su lugar entró Fausto Prieto teniendo una decepcionante campaña bajando hasta el décimo segundo lugar general. En 1950 la Liga Mayor cambió su nombre al de Primera División de México y con ello una nueva página en la historia de Guadalajara se empezaba a escribir. Fue en estos años cuando el equipo comenzó a destacar.

## Crecimiento de la institución
Durante el primer lustro de la década de 1950, Guadalajara contaba con una buena plantilla, dominaba su juego y tenía resultados, pero en la recta final siempre tenía una baja en su juego y acumulaba múltiples malos resultados, que les impedía ganar la liga. Incluso quedó como subcampeón en las temporadas 1951-1952, y 1954-55, gracias a esto se ganó el mote de «Ya Merito» por parte de la afición. Con la salida de Orth, las bases de un gran equipo quedaron sentadas, para la temporada 1950-51, llegó el escocés William Reaside, que llevaría al equipo a la primera gran oportunidad de coronarse. El campeonato se decidió en el último partido, que sería un clásico tapatío ante Atlas, pero Atlas dio la sorpresa ese 22 de abril de 1951 y ganó el partido con un penal anotado por el costarricense Edwin Cubero, dándole así el campeonato a los rojinegros. El penal fue marcado por el árbitro «Cuate» Salceda, y según la mayor parte de la prensa de la época se dice fue inexistente. Después de la derrota el Guadalajara descendió hasta la quinta posición con 25 puntos, por 26 de León, 28 de Necaxa, 29 de Atlante y 30 del campeón Atlas. Segundos antes de la ejecución del penal murió Ángel Bolumar, de un infarto al corazón, quien fuera uno de los grandes jugadores y capitán del Guadalajara en la época amateur, gran aficionado al conjunto Rojiblanco y que participó en el diseño del escudo del club. Curiosamente se dice que –prefirió morir antes de ver al Atlas coronándose campeón–. A partir de esa temporada, Guadalajara empezó a mejorar su juego y logró ocupar los primeros puestos en la tabla de clasificación, pero el maleficio parecía continuar, aún jugando bien al final el equipo no podía coronarse, fueron dos ligas y tres copas perdidas en las que se tuvo que conformar con el subcampeonato. Fue por eso, que comenzó a surgir el mote «Ya merito», especialmente entre los aficionados del Atlas que lo utilizaban con motivo de burla y sarcasmo.

“El mote no dejaba de afectarnos porque los periodistas se referían así de nosotros, nos faltaba tomar conciencia de lo que debe ser un jugador profesional.”
Jaime Gómez.

En la siguiente temporada, William Reaside tuvo que dejar el puesto por complicaciones gástricas y fue sustituido por el argentino José María Casullo, quien había hecho bicampeón a León. Rápidamente el argentino empezó a impartir sus conocimientos de la cancha mostrando a los jugadores una manera más táctica de jugar y comenzó a armar lo que sería el Campeonísimo.
En la temporada 1951-52, ocurrió, quizás el hecho más recordado de esa época del club; desde la jornada 4 hasta la 21, Guadalajara estuvo colocado en el liderato de la tabla general, faltando únicamente la jornada final para decidir el campeonato, León, se proclamó campeón al empatar con Necaxa, ya que el Guadalajara perdió ante el Puebla por 1-0,. Una cadena de derrotas en las últimas tres fechas de campeonato originó este fracaso, todo empezó con la derrota 2-0 en Veracruz durante la jornada 20, después perderían con el León 2-1 y finalmente la ya mencionada derrota ante Puebla 1-0. Otro capítulo se dio en la final de la Copa México de 1954, en un partido contra el América que duró dos horas y veinte minutos. Debido a que en tiempo regular terminarían 0-0 y en la prórroga 1-1, por lo que era necesario definirse en penales; Casullo eligió a Juan Jasso como el responsable para cobrar dicha tanda, Jasso logró el primer gol en su primer intento, al segundo intento se dio una jugada afortunada del portero Palmer quien detuvo así el disparo del jugador rojiblanco, y finalmente Jasso anotaría en su tercer intento, pero sería insuficiente pues el América anotó las tres penas máximas y se alzó como campeón. Casullo fue cesado de su puesto tras perder con Atlas en la temporada 1955-56, y en su lugar fue contratado el uruguayo Donaldo Ross.

## La época dorada: El Campeonísimo
El «Campeonísimo» fue el mote que se le dio al Club Deportivo Guadalajara entre los años de 1956 a 1965, esto debido a su gran juego y a la cantidad de títulos tanto nacionales como internacionales que lograron; formando una dinastía que logró conquistar siete títulos de Liga, seis Campeón de Campeones, una Copa México y una Copa de Campeones de la CONCACAF, todo en menos de nueve años. La historia del campeonísimo inició en la segunda mitad de la década de 1950, llegaría Federico González a la presidencia Club Deportivo Guadalajara, con ello la era de sequía y del mote «ya merito» llegó a su fin. En esa época surgieron y se formaron los futbolistas que en pocos años iban a estructurar el equipo al que se le llamaría el «Campeonísimo». Estos jugadores fueron José Villegas, Juan Jasso, Sabás Ponce, Salvador Reyes, entre otros.
Fue en la temporada 1956-57, con un proyecto y un plantel sólido, el club comenzó a tener excelentes resultados. En consecuencia aquella temporada el club logró una histórica victoria de 7-0 al Club América, máximo rival de Guadalajara. Fue así, que la noche del 3 de enero de 1957 durante el último encuentro de la temporada en el parque de Oblatos contra Irapuato, y un gol de último minuto de Salvador Reyes, Guadalajara gestionó el inicio de la época más exitosa de su historia alzando por primera ocasión la liga, seis puntos encima del Deportivo Toluca. Tras nueve años de éxitos, cuando el club cerró la época más exitosa de la historia, al conseguir otro bicampeonato en su palmarés dentro de la liga convirtiéndose en la institución más laureada de México en este rango, tras un empate ante Nacional en el estadio Jalisco.

## Referencia en competición nacional
Después de la gran época que se vivió con el Campeonísimo el equipo se fue relegando y fue bajando su rendimiento. En la temporada 1965-66 logró el tercer puesto por diferencia de goles, solo por debajo del América y del Atlas, lograría el tercer puesto en la temporada 1966-67 donde se coronaría el Toluca y caería hasta el sexto puesto en la temporada 1967-68, pero los nuevos talentos que surgieron de las fuerzas básicas se hicieron de valor y casi lograron otro campeonato en la temporada 1968-69. Hacia la recta final del torneo, Chivas tenía una gran lucha, por el campeonato, con el Cruz Azul, fue entonces que se presentó la gran oportunidad para los dos equipos de quedar como líderes absolutos de la competencia, esta se dio cuando los dos equipos se enfrentaron faltando tres fechas para concluir el torneo. Cruz Azul salió vencedor de la contienda con marcador de 1-0, ese día el jugador del Guadalajara, Pedro Herrada, falló un penal. Después de la caída el equipo perdió los dos siguientes partidos contra Toluca y León, haciendo que Cruz Azul pudiera coronarse con 44 puntos por 38 de las Chivas. Cuando los diarios y revistas deportivas ya habían publicado el rol de juegos para el siguiente torneo Copa México, que esta vez llevaba por nombre Copa Presidente Gustavo Díaz Ordaz versión 1969-70, con la inclusión del C. F. Torreón. Las fechas se fueron liquidando y en la recta destacó la furia algodonera de los «diablos blancos de Torreón», llegando a disputar la final ante el Guadalajara. El Torreón había sorprendido a todos al disputar la final copera apenas unos días después de haber ascendido al máximo circuito, pero el Guadalajara sacó la experiencia y ganaría el 25 de mayo de 1969 en el Estadio de la Revolución Mexicana por marcador de 2-1, y seis días después el 31 de mayo en el Estadio Jalisco por marcador de 3-2, adjudicándose una copa más a sus vitrinas.
El club volvió a conseguir de nueva cuenta un título, en la temporada 1969-70. Faltando dos fechas para finalizar el torneo, Guadalajara sumaba 43 puntos y Cruz Azul 39, por lo que el título estaba casi asegurado. El 17 de diciembre de 1969, en el Estadio Jalisco, se jugó el Guadalajara ante Atlante, partido que a la postre le daría el octavo título a Chivas, con gol de cabeza de Alberto Onofre al minuto 71', el Club Deportivo Guadalajara logró coronarse al triunfar 1-0.
Para 1970, la Federación Mexicana de Fútbol creó el torneo México 1970, el cual fue precedido y continuado de la Copa Mundial de Fútbol de 1970 en México, debido al paro de actividades que hubo en ese período el torneo se dividió. En la primera etapa el equipo logró calificar como tercero de grupo por debajo del Torreón y Monterrey, y después de la Copa del Mundo, se jugó la etapa final, donde el Guadalajara logró obtener el subcampeonato de nueva cuenta abajo del Cruz Azul, solo por dos puntos debajo de los celestes.

## Años 1970 y las Chivas Flacas
El Campeonísimo había quedado atrás, y su último rastro se iba con las salidas de Sabás Ponce y José Villegas, quienes se retiraron al final de la década de 1960, por lo que se inició una reestructuración, es decir que nuevos futbolistas surgieran y nuevas leyendas se formaran. Un joven tapatío de agradable aspecto para las damas y de gran clase en la portería se formaría en la cantera, Ignacio Calderón. Debutó en la temporada 1962-63 en un partido contra Atlas, entró en sustitución de Miguel López, quien era el segundo portero, detrás del legendario Jaime Gómez, fue entonces que Javier de la Torre observó su potencial y a partir de la siguiente temporada (1963-64), se adueñó del puesto de titular. Después de coronarse en tres ocasiones, Calderón se vio rodeado de un conjunto plagado de jóvenes canteranos, entre ellos su hermano Carlos, se vio en la necesidad de tomar las riendas del equipo basándose en su experiencia.
Después del subcampeonato del torneo México 1970, el club entró en una época de crisis institucional y deportiva. En la temporada 1970-71 Guadalajara estuvo a punto de descender a segunda división. En la temporada se planteó con un nuevo sistema de competencia en el que se formaron dos grupos, los primeros lugares de cada uno se enfrentarían en la final, que decidiría al campeón, el equipo cayó hasta el décimo cuarto puesto. Se contrataron futbolistas como Guillermo Torres, Emilio Camacho, Gabriel López Zapiain, Juan Manuel Chavarría y Vicente Mata, para buscar lograr los primeros puestos una vez más. Objetivo que lograron en la temporada 1971-72 al llegar a la liguilla final y colocarse dentro los mejores cuatro lugares, pero caerían ante Cruz Azul.
En 1973, el legendario entrenador Javier De la Torre se retiró del club y en su lugar entró el peruano, Walter Ormeño, sin embargo los malos resultados continuaban, por lo que Jesús Ponce y el argentino Héctor Rial fueron otros estrategas que circularon por el banquillo de Chivas en esos años, a raíz de que la entidad no tenía buenos resultados, se les comenzó a dar el mote de «Chivas Flacas». Para las siguientes temporadas surgieron nuevos jóvenes de las fuerzas básicas del equipo y de la filial El Tapatío, jugadores como Fernando Quirarte, José Martínez, Rafael Contreras, José Luis Real y Ricardo Pérez. Además se hicieron contrataciones como la del Javier Cárdenas y Manuel Manzo, aun así la crisis no parecía terminar, rondando en un ambiente de malos resultados durante cuatro años. Diego Mercado se hizo cargo de la dirección técnica, en la temporada 1978-79 y cayeron al décimo cuarto lugar, posteriormente fue reemplazado por Carlos Miloc quien dirigió al equipo en la temporada 1979-80, siendo la campaña con menos victorias conseguidas en la historia del club, con solamente diez. A pesar de los pésimos resultados obtenidos, Mercado regresó para otra etapa, y con el inicio de la década de 1980 una mejor época se aproximaba para el club.

## Regreso a la trascendencia
En la temporada 1980-81, el equipo tuvo un severo accidente en la carretera hacia Puebla, el 14 de febrero de 1981, cuando el autobús que transportaba al equipo fue arrollado por un tráiler, costándole la vida a José Martínez, joven promesa del Guadalajara, a partir de ese momento el número 22 fue retirado. El equipo en esa temporada llegó a calificar a la liguilla final, pero no sucedió mucho, en esta temporada debutaron algunos jóvenes como Carlos Rizo, Demetrio Madero, Celestino Morales, José Gutiérrez, Alejandro Guerrero, Javier Dávalos, entre otros. Además se hicieron contrataciones como las de Samuel Rivas, Rigoberto Cisneros, Jaime Pajarito y Eduardo Cisneros. Después de la temporada 1981-82, donde cayó hasta la decimoséptima posición, Diego Mercado fue destituido y llegó otro entrenador que marcaría toda una época en el Rebaño, Alberto Guerra. Procedía del Atlético Potosino, algunos se opusieron por la supuesta falta de experiencia del joven entrenador, pero Guerra sabía lo que significaba la institución pues al haber participado como jugador en ella conocía la magnitud y la importancia del equipo.
Al llegar Alberto, en la temporada 1982-83, se hicieron tres contrataciones, Roberto Gómez Junco, Francisco Javier Mora y Sergio Lugo, el equipo logró llegar hasta la final contra Puebla. El camino hacia la final empezó contra Atlante en cuartos de final, después en semifinales se medirían ante América, ganándole por marcador global de 4-2, ganando el segundo partido en el Estadio Azteca por marcador de 3-0, esto provocó una riña que terminó por perjudicar en gran medida al Guadalajara ya que gran parte de su plantel titular fue expulsado y no pudo disputar la final contra Puebla, la cual Chivas perdió en penales. En este partido hicieron su debut jóvenes como Alejandro Guerrero, Celestino Morales, Rodolfo Rodríguez, Jaime León. —Todo comenzó porque Gómez Junco fue a festejar un gol por el lado de las bancas pero al pasar por la de América alzó los brazos haciendo alguna seña hacia el público. Entonces el doctor Gálvez se acercó y lo golpeó, desatando el «merequetengue»— dice Fernando Quirarte, jugador fundamental en esos tiempos en el rebaño.
Durante la temporada 1983-84, llegaría de nueva cuenta un subcampeonato, esta vez se jugó la final frente a América. En este juego los rojiblancos erraron un penal cobrado por Eduardo Cisneros y la historia quedó a favor de los cremas.
Tres años más tarde lograron disputar una final en la temporada 1986-87, esta vez frente a Cruz Azul, donde se logró el noveno título, bajo el mando de Alberto Guerra. La campaña fue totalmente redonda para el equipo terminó como líder general, fue la mejor ofensiva y el equipo menos batido. Al inicio, se hicieron tres contrataciones; Benjamín Galindo, Guillermo Mendizábal y Concepción Rodríguez, además los surgidos de la cantera, José Manuel De la Torre y Antonio Valdez. Eduardo De la Torre, Javier Ledesma, Omar Arellano, Demetrio Madero, Sergio Lugo y Fernando Quirarte complementaron la escuadra. Al terminar primero general se calificó directo a la liguilla final, ya en ella las Chivas se midieron en primera instancia al Monterrey, superándolo por 4-3 en el global con marcadores de empate 3-3 en el de ida y triunfo de 1-0 en el de vuelta. Para semifinales se enfrentaron al Puebla y triunfaron en los dos encuentros por marcadores de 3-0 y 1-0, para así llegar a la gran final contra el Cruz Azul. El primer partido se disputó en la capital del país y fue perdido por el Rebaño con un marcador de 2-1 con un dudoso gol casi al finalizar el partido, ese gol marcado como visitante en el Estadio Azteca lo hizo Antonio Valdez. El partido de vuelta se disputó el domingo 7 de junio de 1987 por la mañana, las Chivas salían con su cuadro estelar Javier Ledesma en la portería; Sergio Lugo, Fernando Quirarte, Demetrio Madero, José Gutiérrez, Guillermo Mendizábal, José Manuel De la Torre, Omar Arellano; Antonio Valdez, José Concepción Rodríguez y Eduardo De la Torre. Manuel López entraría por Mendizábal en el segundo tiempo, y Alejandro Guerrero entró por Valdez. El partido fue ganado por el Club Deportivo Guadalajara, por marcador de 3-0 con goles de Fernando Quirarte y dos de Eduardo de la Torre, para así proclamarse campeones por novena ocasión en la historia. En los años siguientes se calificó a la liguilla pero sin resultados positivos. Se hicieron contrataciones como las de Javier Aguirre y Rafael Chávez Carretero, y significó la salida de Concepción Rodríguez, Eduardo de la Torre, José Manuel de la Torre, Guillermo Mendizábal, José Gutiérrez, Fernando Quirarte, entre otros.

## El inicio de La Promotora
Al inicio de la década de 1990, el club comenzó a confiar nuevamente en su cantera y surgieron jugadores como Manuel Vidrio, Ignacio Vázquez, Manuel Martínez, Gabriel García, Camilo Romero y Noe Zárate. Varios entrenadores pasaron por las filas del Guadalajara como Ricardo La Volpe, Jesús Bracamontes, Árpád Fekete y Miguel Ángel López. En 1993, al no obtener buenos resultados se pensó en la concesión del equipo a particulares para que lo manejaran en un período determinado, surgiendo así la «Promotora Deportiva Guadalajara». La promotora estaba encabezada por Salvador Martínez Garza y Antonio Blanchet. De principio se hicieron grandes contrataciones, los fichajes de jugadores como Alberto Coyote, Eduardo Fernández, Carlos Turrubiates, Alberto García y Missael Espinoza, además del regreso de Alberto Guerra lucieron como un proyecto sólido, sin embargo los resultados no funcionaron, quedando el equipo eliminado en repechaje por Morelia en la primera temporada. Para la temporada 1994-95 llegó Ramón Ramírez, Daniel Guzmán y Luis Flores, el equipo finalizó en primer lugar en la temporada regular, en ese momento –surgió el mote de «Super Chivas»–. En la liguilla enfrentaron a Santos Laguna, después de un 3-3 global, el Rebaño avanzaría por gol de visitante conseguido en Torreón por Daniel Guzmán. En las semifinales se enfrentaron a Necaxa, y esta vez el gol de visitante jugó en su contra, pues el Necaxa avanzó después de un empate 1-1 en el Jalisco.
En 1995, se confirmó la salida de Alberto Guerra y una vez más una serie de entrenadores desfilaron por la institución, primero llegaría Osvaldo Ardiles y Guadalajara pagó por su inexperiencia ya que rondó entre la mitad de la clasificación y los últimos puestos, después llegó Demetrio Madero y ganó el Clásico Tapatío de gran manera con un marcador de 5-2, después llegó la gran contratación de Leo Beenhakker, quien se pensó que lograría repuntar al equipo pero que al final no logró calificarlo a la liguilla. En 1996, antes del inicio de la temporada la Federación Mexicana de Fútbol decidió cambiar el formato de competencia, quitando la modalidad de torneo largo que se venía jugando desde el inicio de la liga en 1943, con excepción de los torneos organizados en los años de los dos mundiales en México. El cambio consistía en crear dos torneos cortos (Invierno y Verano), los cuales se jugarían con sus respectivas liguillas y cada torneo tendría su campeón.
Para el Torneo Invierno 1996, fueron traspasados Carlos Turrubiates, Daniel Guzmán, Alberto García y Manuel Vidrio, se contrataron nuevos jugadores como Claudio Suárez, Salvador Mercado y Sergio Pacheco. En ese torneo, también se dio la contratación de Ricardo Ferretti como entrenador, lugar que ocuparía por ocho torneos cortos, una anécdota curiosa es que el club tuvo problemas con su proveedor Aba Sport y en el Clásico ante Atlas usaron una playera de la marca Atlética quien sería su proveedor pero hasta el Invierno 1997 después de un desacuerdo con Nike. Ese mismo año el Guadalajara inicia el torneo de Copa México donde tiene una destacada participación llegando hasta la ronda de semifinales, y teniendo a Sergio Pacheco como goleador del torneo. En cuanto a la liga, el Invierno 1996 dejó una de las goleadas más recordadas en un clásico, cuando el Guadalajara derrotó 5-0 al América. El pase a la liguilla se consiguió pero se perdió rápidamente ante Necaxa en Cuartos de final.
El Torneo Verano 1997 comenzó el 12 de enero de 1997 para Guadalajara, enfrentaba a Universidad Nacional en Ciudad Universitaria, el marcador fue adverso 2-1 con gol del Tilón Chávez al minuto 33' por parte de los rojiblancos, fue un mal comienzo, pero lo que le esperaba al equipo en esa temporada era el título de liga después de 10 años de sequía. Siguieron otros dos partidos sin poder ganar, entre ellos el Clásico frente al América que quedó empatado a 0 anotaciones, esta sería la última ocasión en todo el torneo que Chivas no anotó en un juego. En los últimos cinco partidos de local, el equipo obtuvo cuatro triunfos y un solo empate que fue frente al Atlas. Por otro lado, de sus cinco visitas a la capital solamente perdieron ante los Pumas, empataron con Cruz Azul, Necaxa y América y le ganaron al Atlante, vencieron también a Tecos, Monterrey y Toluca. El último partido de la temporada regular fue en el ante Toros Neza, obteniendo el triunfo por marcador de 2-0, con dos goles de Gustavo Nápoles. La temporada regular acabó el 4 de mayo y el Guadalajara logró el segundo lugar general, con solo 1 derrota. En cuartos de final le tocaría enfrentar al campeón defensor el Santos Laguna, en el juego de ida jugado den Torreón hubo un empate 1-1 con un gol de tiro libre ejecutado por Ramón Ramírez, en el juego de vuelta el Guadalajara ganó por un abultado marcador de 5-0, para un global de 6-1. En semifinales le tocó enfrentarse al Atlético Morelia, en el partido de ida, los Ates lograron romper la racha ganadora de Chivas de 18 juegos sin perder, y se adjudicaron el triunfo por marcador de 1-0 con gol de Heriberto Morales al minuto 54'. En el Estadio Jalisco, el gol cayó 10 minutos antes del final del juego con una gran jugada individual de Paulo César Chávez, con el marcador global empatado a 1, el Guadalajara avanzaba por mejor posición en tabla; Guadalajara se puso al frente en el marcador al minuto 26' con un gol anotado por Manuel Martínez a pase de Felipe de Jesús Robles. El cuadro del Toros Neza logró empatar al minuto 79' con gol de Carlos Briseño. El partido de vuelta se jugó el domingo 1 de junio de 1997 a las 12:00 del mediodía ante un lleno en el Estadio Jalisco, el primer tiempo acabaría 0-0 y parecía que el Toros Neza podía dar la sorpresa, pero Chivas se quitó la inseguridad y en la segunda mitad salió con todo en busca el triunfo y anotaría 6 disparos precisos apabullando a los Toros. El primer tanto fue de Gustavo Nápoles al minuto 50' a pase de Alberto Coyote, el 2-0 fue obra de Paulo César Chávez al minuto 51, al 55 Nápoles anotaría de nuevo esta vez de cabeza después de ser asistido por Manuel Martínez, al 62' Martínez anotó el cuarto gol, y para cerrar la cuenta Nápoles marcó otros dos tantos al 74' y 79', por parte del Toros Neza descontó el argentino Germán Arangio al 79'. Esa tarde se implantaron dos récords que aún siguen vigentes, el de más goles anotados en una final con siete tantos y el de más goles anotados en un juego final por un solo jugador con los cuatro de Gustavo Nápoles. Y así fue que el Guadalajara se coronó por décima ocasión en su historia.
En el Torneo Invierno 1997, la marca Nike se encargaría de fabricar los uniformes del Rebaño campeón, pero debido a desacuerdos se cambió por la marca Atlética, este cambio se hizo apenas en la jornada 5, esto ocasionó el fin del convenio de Nike con el rebaño, la playera de dicho conjunto se ha vuelto un artículo único entre los aficionados del Rebaño debido a su descontinuación. A pesar de todos estos cambios lograron llegar otra vez a la Liguilla pero su gran rival el América los eliminó en Cuartos por marcador global de 4-1. En 1998, junto con el América, participó por primera ocasión en la Copa Libertadores, en la cual fue eliminado en primera fase enfrentándose inclusive al América, perdiendo los dos encuentros, pero también logró dos triunfos uno ante el Vasco Da Gama y otro ante el Gremio, ambos en el Jalisco. Mientras tanto en el torneo local, sufrió de un pésimo torneo con 8 derrotas, 4 empates y 5 victorias, lo que le impidió calificar a la liguilla.
Para el Torneo Invierno 1998, nuevamente a una final contra el Necaxa, la cual ganaron los rayos por 2-0 en el Jalisco terminando subcampeones de liga. En el Torneo Verano 1999, con la baja de Ramón Ramírez al América, situación que sucedió finales de 1998, ya que la Promotora del club tenía problemas económicos, y no había otra salida más que vender al jugador al máximo rival, a pesar de esto, incluso volvieron a ganar otro Clásico esta vez en el Azteca, y llegaron hasta cuartos de final donde los eliminó Cruz Azul.
En el Torneo Invierno 1999, el club se reforzó con los reflejos del guardameta tapatío Oswaldo Sánchez, recién salido del América, y llegaron nuevamente a cuartos, sin embargo fueron eliminados por América. En el Torneo Verano 2000, llegaron hasta semifinales donde los eliminó el Toluca, siendo este el último torneo de Ricardo Ferretti al mando del «rebaño».
El Torneo Invierno 2000, se convirtió en otra de sus peores temporadas con nueve derrotas, cinco empates, y solamente tres victorias, por lo cual caen hasta el lugar 17° de la clasificación, en este torneo en reemplazo de Ferretti entró Hugo Hernández, y después Jesús Bracamontes que no pudo evitar que el Rebaño tuviera una mala temporada. Llegó el Torneo Verano 2001, pero las cosas en el Rebaño parecían no mejorar, pues apenas en la séptima jornada, en la cancha del Jalisco, perdieron un Clásico ante su rival el América, lo que provocó la salida de Jesús Bracamontes después de tres empates, tres derrotas y una sola victoria, por lo que en la jornada 8 se asignó a Jorge Dávalos, que solamente duró tres jornadas, pues una derrota ante el Celaya, provocó la destitución del técnico, esto tras dos empates y una derrota, para lo cual en la jornada 11 se asignó a Oscar Ruggeri, con quién lograron cuatro victorias, una derrota y dos empates, que no le alcanzaron al equipo perdiendo la oportunidad de clasificar a la liguilla. En ese mismo año participaron en la última edición de la Copa Merconorte, pero fueron descalificados, debido a negarse a jugar contra el MetroStars, perdiendo por default 2-0, además de una multa.
El Torneo Invierno 2001, con un proyecto nuevo, se lograron seis victorias, ocho empates y cuatro derrotas en las últimas jornadas, lograron acceder a la liguilla finalmente, donde cayeron con el Toluca nuevamente. El Torneo Verano 2002, se convirtió en otra temporada de crisis para el Rebaño, pues seis derrotas, cinco victorias, y siete empates, lo alejaron otra vez de la liguilla.
En el Torneo Apertura 2002, se contrató a Daniel Guzmán como entrenador, con solamente cuatro derrotas, nueve empates, y seis victorias, lograron nuevamente volver a la liguilla. En Cuartos, cayeron 4-2 ante Toluca. El 31 de octubre del mismo año, Jorge Vergara compró al club dándole fin a la Promotora, y al final de la campaña destituyó a Guzmán porque —según Vergara, con él no funcionaba el equipo—.

## La era Vergara (2002 - 2019)
En el Torneo Clausura 2003, con Eduardo De la Torre, clasificaron a cuartos de final, para caer ante Morelia. Posteriormente en el siguiente torneo, Jorge Vergara argumentó que el uniforme del Rebaño parecía un chilaquil por el uso de publicidad excesiva, por lo que para ese torneo, pidió que los uniformes ya no llevaran publicidad, además de que se cambió por la marca Reebok, en este torneo siguió Eduardo De la Torre, pero por acumular seis derrotas, tres triunfos y un empate, fue destituido, y en su reemplazo llegó el neerlandés, Hans Westerhof, con quien se logró llegar al repechaje, eliminando incluso al América en la jornada 17, por 2-1 en el Azteca, en el Repechaje fueron eliminados otra vez contra el Toluca. En el Torneo Clausura 2004, con Westerhof se lograron diez triunfos, cuatro derrotas, y cuatro empates, nuevamente perdieron otro Clásico contra el América en el Jalisco, al llegar a la liguilla eliminaron a Atlante en Cuartos, y eliminaron a Toluca, y llegaron a la final contra Universidad Nacional, en el juego de ida por empate a uno, en la vuelta, la historia del encuentro sería otra. Después de los dos tiempos reglamentarios, se alargó la final a la Prórroga, donde no cayó el gol de oro, por lo que el partido terminó en tanda de penales, en la cual los universitarios se coronaron por 5-4.
Para el Torneo Apertura 2004, asumió el puesto de entrenador Benjamín Galindo, debutando en un partido en el cual Guadalajara venció a Atlante 7-0, siendo la mayor goleada del club en torneos cortos. Con Galindo se obtuvieron ocho victorias, entre ellas una goleada de 5-1 en cancha de los universitarios, cinco empates, y cuatro derrotas. En cuartos de final enfrentaron su rival del Clásico Tapatío, Atlas, siendo eliminados por marcador global de 4-3, ambos partidos disputados en el Jalisco. El Torneo Clausura 2005, se convirtió en otra amarga temporada para el rebaño, pues seis derrotas, cinco empates, y solamente seis victorias bastaron para privarlos de la liguilla nuevamente.
En el Torneo Apertura 2005, después de la jornada tres, tras la salida de Galindo por Vergara, se le cedió el puesto a Juan Carlos Ortega, quien solamente duró dos jornadas y el resto de la temporada fue dirigida por Xabier Azkargorta, siendo uno de los peores años en la historia del club tapatío, tras no haber calificado a la liguilla en los dos torneos. Como único consuelo en ese negro año, llegaron hasta las semifinales de la Copa Libertadores, donde cayeron con el Atlético Paranaense, por marcador global de 5-2. Para el Torneo Clausura 2006, se prepararon los festejos por el Centenario del Club, principalmente haciendo uso de un uniforme histórico, el cual se presentó en el segundo tiempo, en la jornada 2 contra los Pumas. En dicho torneo finalmente lograron ganarle otro clásico al América esta vez en el Jalisco. En este torneo Hans Westerhoff volvió a dirigir al cuadro tapatío, pero un empate ante el Veracruz marcó su salida definitiva. En la jornada 11 llegó José Manuel De la Torre al banquillo del rebaño, con quien llegaron hasta Semifinales siendo eliminados por el Pachuca, por mejor posición en la tabla general. En ese mismo año volvieron a la Libertadores y llegaron otra vez a semifinales donde cayeron por global de 4-0 ante el Sao Paolo.

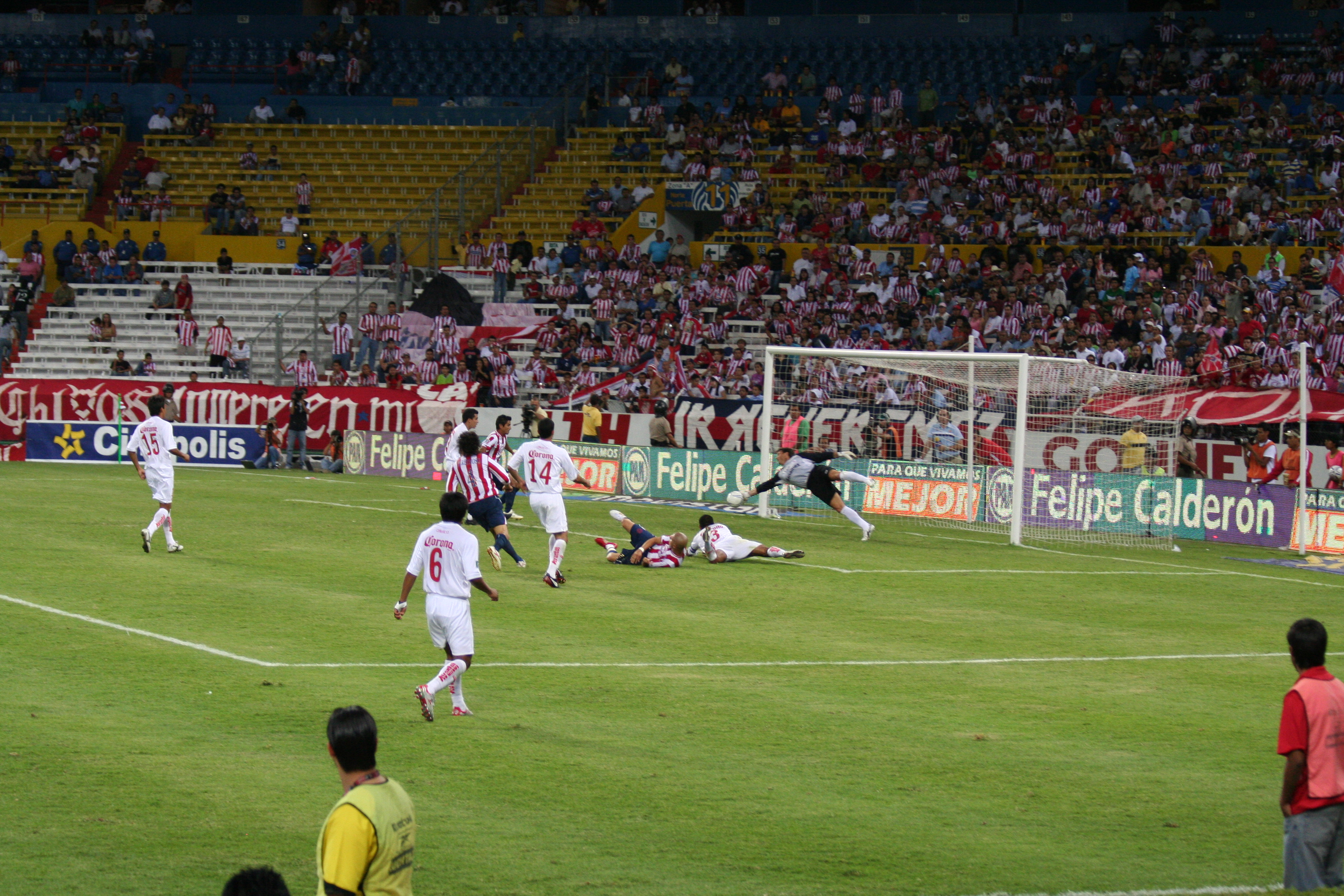
Partido del Guadalajara contra Toluca en el Estadio Jalisco correspondiente a la temporada regular 2006.

El Torneo Apertura 2006, lo comenzaron perdiendo contra Toluca, pero lograron llegar a la liguilla con cinco derrotas, siete triunfos, y cinco empates, entre ellos se incluye un 2-0 al América. En la liguilla, en el repechaje se enfrentaron al Veracruz, ganándole con un global de 6-1, en Cuartos contra el Cruz Azul, venciendo por global de 4-2. La semifinal fue una contra América, en la cual el Rebaño logró vencer a su máximo rival con un marcador de 2-0, dándole el pase a la Final. El domingo 10 de diciembre de 2006, con la modalidad de liguilla final, el Guadalajara derrota al Deportivo Toluca en la Bombonera por un global de 3-2, después de empatar 1-1 en el Estadio Jalisco, y de ir abajo en el marcador por 1-0 en el partido de vuelta, pero el "Rebaño Sagrado" reaccionó con anotaciones de Francisco Rodríguez y de Adolfo Bautista para alzarse con la copa. En este juego, el Rebaño por fin lograba que el Toluca pagara las eliminaciones de torneos pasados. En una final cerrada, Chivas comenzó perdiendo pero logró dar vuelta al partido y derrotar por 1-2 al Toluca en calidad de visitante, logrando ganar el título del Apertura 2006 con un global final de 2-3. El duelo lo comenzó ganando Toluca con gol de Bruno Marioni en una primera parte en la que Guadalajara se vio nervioso y desorganizado, pero con un gran segundo tiempo, el equipo rojiblanco consiguió el gol del empate por conducto del "Maza" Rodríguez en una jugada a balón parado, con lo que mejoró en confianza y logró la fuerza necesaria para el que el "Bofo" Bautista hiciera un gol para ganar la Copa. El «Rebaño Sagrado» se coronó así Campeón en el cierre de sus festejos del Centenario y por primera vez con Jorge Vergara como dueño del equipo, llegando a su decimoprimer título en la Primera División de México, colocándose de nuevo como el equipo con más Campeonatos superando por uno al Club América, que lo había logrado alcanzar en el primer puesto al ganar el torneo Clausura 2005. Este título fue el resultado de una gran Liguilla en la que fue el equipo que mejor fútbol mostró, con equilibrio, buen momento de sus hombres de ataque y con el mérito de entrar octavo a la Liguilla por lo que tuvo que cerrar siempre como visitante. En el Torneo Clausura 2007, el club presentó su nueva camiseta con la undécima estrella y su nuevo patrocinio la automotriz Toyota. Pese a todos los obstáculos accedieron a la liguilla y eliminaron a los Tigres, y en la semifinal se volvieron a encontrar a América, sin embargo con marcador de 2-0, las Águilas vencieron.
Para el Torneo Apertura 2007, el Chepo continuó al mando, pero en la jornada 9 fue destituido por una derrota contra el Toluca, y fue reemplazado por Efraín Flores, quien los llevó hasta semifinales donde cayeron con Atlante. En el Torneo Clausura 2008, obtienen el Liderato general con 11 juegos sin derrota, racha que cortó el Necaxa en la jornada 12, siendo esta junto con el Monterrey las dos únicas derrotas que sufrió en el torneo, irónicamente, mientras el rebaño tenía el liderato, su máximo rival el América se encontraba en el último lugar de la tabla general. En Cuartos caen contra el Monterrey con un escandaloso global de 8-5, en este mismo torneo aprovecharon que las águilas se encontraban en un pésimo momento y cobran revancha por 3-2 en el Jalisco.
Para el Torneo Apertura 2008, Flores siguió al mando pero el Rebaño perdería otra liguilla, entre los encuentros se incluye un Clásico contra América que ganaron por 2-1 en el Azteca, hazaña que no repetían desde el Apertura 2003 cuando se impusieron por el mismo marcador en el Coloso de Santa Úrsula. En el Torneo Clausura 2009, aún con Flores al mando trataron de esconder el fracaso del torneo anterior pero en la jornada 11 al caer 1-0 ante los Tigres, fue destituido y reemplazado por Omar Arellano, quien tampoco logró que el equipo se levantara, con una duración de solo dos jornadas, así que llegó Francisco Ramírez quien inició bien ganándole un Clásico al América en el Jalisco por 1-0, pero no fue suficiente para que el Rebaño se quedara sin otra liguilla.
El Torneo Apertura 2009 fue un declive para el club, pues iniciaron con dos derrotas ante Toluca y Tigres, por lo que Ramírez fue dimitido del equipo brevemente, y lo sustituyó Raúl Arias en el partido contra Estudiantes Tecos, más al regreso de Ramírez, San Luis venció 4-0 y se dio su salida definitiva, por lo que Arias se quedó con la dirección técnica, sin embargo después de una derrota contra Morelia (3-1), concluyó su salida. Antes perdió un Clásico contra América en el Azteca por 1-0, y finalmente llegó José Luis Real, que ya tampoco pudo hacer siendo otro año sin liguilla para el conjunto tapatío siendo derrotados al final contra Cruz Azul. El Torneo Bicentenario 2010, parecía levantar al Rebaño después de varios torneos, comienzan con un triunfo contundente de 3-1 de local al Toluca destacando la actuación de Javier Hernández, después seguiría la racha de invicto contra equipos como Tigres (1-3), Estudiantes Tecos, Querétaro (0-2), Atlante (2-0), Pachuca (0-1), Puebla (3-2) y San Luis (2-0). Jaguares de Chiapas cortaría la racha con un abultado 4-0 en la jornada 9, también destacan los triunfos del Rebaño contra Santos Laguna con un abultado marcador de 6-2 en el Jalisco con una gran actuación de Javier Hernández, la curiosidad de este partido fue el último partido de Javier Hernández con la playera rojiblanca en la Primera División de México, el delantero mexicano firmaría con el equipo de la Premier League, Manchester United F. C., y el triunfo en el Clásico del fútbol mexicano contra el Club América con un marcador de 1-0 y destacando la actuación del portero rojiblanco Luis Michel. Pero a pesar de que en las últimas jornadas estaban al borde de no calificar contra equipos como Monarcas Morelia con un descalabro de 0-3 en el Jalisco, Indios con un marcador de 1-0 y contra su rival del Clásico Tapatío el Club Atlas de Guadalajara con un marcador de 0-2 en contra. En la última jornada, con un empate a uno ante Cruz Azul pasan a cuartos, donde cayeron contra Morelia con global de 5-2. Mientras que en Copa Libertadores, Guadalajara se convirtió en la segunda institución mexicana en disputar una final del –certamen más importante a nivel de clubes del Continente Americano– al vencer 3-2 a Vélez Sarsfield, 3-2 a Libertad, 3-1 a Universidad de Chile y caer 5-3 ante Internacional.
Un año más tarde, en el Torneo Apertura 2011, los rojiblancos volvieron a la cumbre sumando treinta puntos, enfrentando en cuartos de final a Querétaro, sin embargo tras una derrota de 2-1 y un empate a cero, los queretanos eliminaron al conjunto tapatío. Después de aquel torneo, el Guadalajara entró en una crisis deportiva e institucional, viendo pasar múltiples entrenadores, entre ellos; Fernando Quirarte, John van 't Schip, Benjamín Galindo, Juan Carlos Ortega, José Luis Real, Ricardo La Volpe y Carlos Bustos.
Esta mencionada crisis se manifestó en diversos hechos estadísticos adversos para su historia, como acumular, por segunda vez en su trayectoria, 13 juegos oficiales sin ganar (entre 2011 y 2012, 11 de liga y 2 de Copa Libertadores); sufrir por primera ocasión 7 derrotas consecutivas en juegos de liga (entre la jornada 13 del Clausura 2012 y la fecha 2 del Apertura 2012), escenificar una racha similar de 6 derrotas seguidas en las últimas fechas del Clausura 2013; y ocupar por segunda ocasión el penúltimo lugar de la tabla general en el Clausura 2013. Todo este proceso de malos resultados ocasionó que por primera vez, desde que se instaurara el sistema de promedios para definir el descenso en la Primera División (1991-92), el equipo se encontrara en los últimos lugares de la tabla de porcentajes para el ciclo 2014-15, y por lo tanto con posibilidades reales de descender.